# Sociología visual
La sociología visual es un área de la sociología referida a las dimensiones visuales de la vida social. Enseñar a ver, y a analizar la mirada. El objetivo final es colaborar en la construcción de la realidad social y en el cambio de los procesos de desigualdad social en un mundo globalizado
La Sociología Visual atiende principalmente a dos cuestiones: el análisis de la imagen en sus distintas formas, por un lado, y la utilización de la imagen como forma de recoger información al respecto de la realidad social por otro. Ambas dimensiones confluyen en el objetivo último de la su disciplina, que es la producción de  conocimiento social a través de la imagen.
Esta subdisciplina está consolidada por la Asociación Internacional de Sociología Visual (IVSA), que lleva a cabo conferencias anuales y publica una revista acerca de los estudios de la representación visual.
La IVSA se especializa en la fotografía y en directores de documentales, la producción de fotografías y documentales en cine o vídeo para el rescate de relaciones sociales. dentro de su contexto sociológico, aunque la sociología visual incluye el estudio de todas las clases de material visual y del mundo social visual.